# 彩凪翔
彩凪翔（日语：／，6月2日—），前寶塚歌劇團雪組男役，暱稱、大阪府大阪市人，畢業於大阪市立八阪中學校，身高170公分，血型A型。

## 簡介
- 2006年，進入寶塚歌劇團，92期生。同期生有真風涼帆(前宙組主演男役)、蘭乃はな(前花組主演娘役)、鳳月杏(現任月組主演男役)。[5]初次登台表演是宙組公演『NEVER SAY GOODBYE』[2][3][4][5][6]，之後被分配到雪組。[2][3][4]
- 2011年，和彩風咲奈一起主演寶塚Bow Hall公演『灼熱の彼方(炙熱之外)』[7]，同年還擔任『仮面の男(鐵面人，改編大仲馬原作同名小說)』新人公演主角。[2][4][7]
- 2012年，再度擔任新人公演主角，劇目是『ドン・カルロス(唐·卡洛斯，改編弗里德里希·席勒原作戲劇「西班牙王子唐·卡洛斯」)』[8]。翌年單獨主演寶塚Bow Hall公演『春雷(改編歌德原作小說「少年维特的烦恼」)』。[3][4][9]
- 2021年4月11日，『fff-フォルティッシッシモ-(fff －Fortississimo－～歡聲高唱！～)』東京公演結束後，退出寶塚歌劇團。[4][10]退團後主要演出舞台劇，也參加寶塚前團員表演活動。

## 寶塚歌劇團時期

### 初舞台
- 2011年3-5月 寶塚大劇場 宙組公演『NEVER SAY GOODBYE』[6]

### 雪組時期
- 2006年9-12月 『堕天使の涙(墮天使之淚)』『タランテラ!(塔朗泰拉)』[11]
- 2007年2月 寶塚Bow Hall 『ハロー!ダンシング(你好，跳舞吧)』[12]
- 2007年5-8月 『エリザベート(伊莉莎白)』飾演:黑天使[3][13]
- 2008年1-3月 『君を愛してる-Je t'aime-(我愛你--Je t'aime-)』新人公演 飾演:スカパン(司卡班)(正式公演:沙央くらま)『ミロワール(鏡子)』[14]
- 2008年5-6月『外伝 ベルサイユのばら-ジェローデル編-(凡爾賽玫瑰外傳-裘迪爾篇)』『ミロワール(鏡子)』[15]※全國巡迴公演
- 2008年8-11月 『ソロモンの指輪(所羅門的戒指)』『マリポーサの花(野薑花)』[16]
- 2009年1月 寶塚Bow Hall、日本青年館『忘れ雪(殘雪)』[17]
- 2009年3-5月『風の錦絵(風的彩色版畫)』『ZORRO 仮面のメサイア(蒙面的救世主-蘇洛)』新人公演 飾演:ブレイブ・バッファロー(布雷夫・布法羅)(正式公演:沙央くらま)[18]
- 2009年7-10月 『ロシアン・ブルー(俄羅斯藍貓)』飾演:スラヴァ・フィラノスキー(斯拉瓦・菲拉诺斯基) 新人公演 飾演:ダーリン・ロス(達林・羅斯)(正式公演:早霧聖奈)『RIO DE BRAVO!!(喝采的河)』[19]
- 2009年11-12月『情熱のバルセロナ(熱情的巴塞隆納，改編司汤达原作小說「帕爾瑪修道院」)』飾演:憲兵『RIO DE BRAVO!!(喝采的河)』[20]※全國巡迴公演
- 2010年2-4月『ソルフェリーノの夜明け(索爾費里諾的黎明)』新人公演 飾演:ハンデル(蓋歐格)(正式公演:緒月遠麻)『Carnevale（カルネヴァーレ）睡夢（すいむ）(狂歡節，沉睡的夢)』[21]
- 2010年6-9月『ロジェ(羅傑)』新人公演 飾演:クラウス(正式公演:早霧聖奈)『ロック・オン!(搖滾吧)』[22][23]
- 2010年10-11月 日本青年館、寶塚Bow Hall『オネーギン Evgeny Onegin(叶甫盖尼·奥涅金)』飾演:14歳のエフゲーニィ(14歲的葉甫蓋尼)[23][24]
- 2011年1-3月 『ロミオとジュリエット(羅密歐與茱麗葉)』新人公演 飾演:マーキューシオ(馬庫西奧)(正式公演:早霧聖奈)[3][25]
- 2011年4-5月 日本青年館、寶塚Bow Hall 『ニジンスキー-奇跡の舞神-(尼金斯基-奇蹟的舞神)』飾演:マリー・ランバート(瑪麗·蘭伯特)[26]
- 2011年7月 寶塚Bow Hall 『灼熱の彼方(炙熱之外)』飾演:コモドゥス(科莫多斯)[3][4][7][23][27][28]＊寶塚Bow Hall公演雙主演之一
- 2011年9-11月 『仮面の男(鐵面人，改編大仲馬原作同名小說)』飾演:ラウル(勞爾) 新人公演 飾演:フィリップ(菲利普)/ルイ14世(路易十四)(正式公演:音月桂)『ROYAL STRAIGHT FLUSH!!(皇家同花順)』[3][8][23][28][29]＊第一次擔任新人公演主角
- 2012年1月 寶塚Bow Hall 『インフィニティ-限りなき世界-(沒有界限的世界)』[30]
- 2012年3-5月『ドン・カルロス(唐·卡洛斯，改編弗里德里希·席勒原作戲劇「西班牙王子唐·卡洛斯」)』飾演:アレハンドロ・ファルネーゼ(亞歷杭特羅・法內賽) 新人公演 飾演:ドン・カルロス(唐·卡洛斯) (正式公演:音月桂)『Shining Rhythm!(閃耀的節奏!)』[9][28][31]＊擔任新人公演主角
- 2012年7-8月 寶塚Bow Hall、日本青年館 『双曲線上のカルテ(雙曲線上的診斷書，改編渡邊淳一原作小說「無影燈」)』飾演:アントニーオ(安東尼奧)[32]
- 2012年10-12月『JIN-仁-(仁者俠醫)』飾演:山田純庵 新人公演 飾演:坂本龍馬 (正式公演:早霧聖奈)『GOLD SPARK!-この一瞬を永遠に-(金色的火花!這一刻就是永遠)』[33]
- 2013年2月 中日劇場『若き日の唄は忘れじ(忘不了年少時的歌，改編藤澤周平原作小說「蟬時雨」)』飾演:山根清次郎『Shining Rhythm!(閃耀的節奏!)』[34]
- 2013年4-7月『ベルサイユのばら-フェルゼン編-(凡爾賽玫瑰-菲爾遜篇)』飾演:ベルナール(貝爾納)/アラン(亞蘭)[35]
- 2013年8-9月 寶塚Bow Hall『春雷(改編歌德原作小說「少年维特的烦恼」)』飾演:ヨハン・ヴォルフガング・フォン・ゲーテ(约翰·沃尔夫冈·冯·歌德)/ウェルテル(維特)[3][4][10][23][28][36][37]＊第一次單獨主演寶塚Bow Hall公演
- 2013年11-12月 寶塚大劇場 『Shall we ダンス?(我們來跳舞)』飾演:アルバート(亞伯特)『CONGRATULATIONS 宝塚!!(祝賀寶塚)』[38]
- 2014年1-2月 東京寶塚劇場 『Shall we ダンス?(我們來跳舞)』飾演:ポール(保羅)『CONGRATULATIONS 宝塚!!(祝賀寶塚)』[38]
- 2014年3月 『ベルサイユのばら-オスカルとアンドレ編-(凡爾賽玫瑰-奧斯卡與安德烈篇)』飾演:アラン・ド・ソワソン(亞蘭・德・索瓦松)[39]
- 2014年6-8月 『一夢庵風流記 前田慶次(改編隆慶一郎原作小說「一夢庵風流記」)』飾演:四井主馬『My Dream TAKARAZUKA(我的夢，寶塚)』[40]
- 2014年10月 日生劇場 『伯爵令嬢(改編細川智榮子原作漫畫「伯爵千金」)』飾演:リシャール・ド・ヴァンデル(理查德・范・凡爾德)[41]
- 2015年1-3月 『ルパン三世 -王妃の首飾りを追え!-(魯邦三世-追回王后的項鍊，改編加藤一彥原作漫畫「鲁邦三世」)』飾演:石川五右衛門『ファンシー・ガイ!(花心大蘿蔔)』[5][23][42][43]
- 2015年5月 博多座『星影之人』飾演:山南敬助『ファンシー・ガイ!(花心大蘿蔔)』[44][45]
- 2015年7-10月『星逢一夜』飾演:猪飼秋定『La Esmeralda（ラ エスメラルダ）(翡翠)』[46]
- 2015年11-12月『哀しみのコルドバ(哀傷的歌多華)』飾演:アルバロ(阿爾瓦羅)『La Esmeralda（ラ エスメラルダ）』[47]※全國巡迴公演
- 2016年2-5月『るろうに剣心(神劍闖江湖)』飾演:武田観柳[4][23][48]
- 2016年6-8月 中日劇場、TBS赤坂ACT劇場、梅田藝術劇場 『ローマの休日(羅馬假期)』飾演:アーヴィング・ラドビッチ(歐文・拉多維奇)/マリオ・デ・ラーニ(馬里奧・德・拉尼)[23][49]※和月城　かなと輪流飾演這兩個角色
- 2016年10-12月『私立探偵ケイレブ・ハント(私家偵探迦勒・杭特)』飾演:ホレイショ―(霍雷肖)『Greatest HITS!(最偉大的作品!)』[50]
- 2017年2月 中日劇場『星逢一夜』飾演:猪飼秋定『Greatest HITS!(最偉大的作品!)』[51]
- 2017年4-7月『幕末太陽傳』飾演:久坂玄瑞『Dramatic “S”!』[52]
- 2017年8-9月 『琥珀色の雨にぬれて(情浸琥珀色的雨中)』飾演:ルイ・バランタン(路易・瓦倫丁)『“D”ramatic S!』[23][53]※全國巡迴公演
- 2017年11月-2018年2月『ひかりふる路（みち）〜革命家、マクシミリアン・ロベスピエール〜(光照之路〜革命家馬克西米連・羅伯斯比〜)』飾演:マノン・ロラン夫人(罗兰夫人)『SUPER VOYAGER!(超級航海家!)』[54]
- 2018年3-4月『誠の群像(誠之群像，改編司馬遼太郎原作小說)』飾演:勝海舟『SUPER VOYAGER!(超級航海家!)』[55]※全國巡迴公演
- 2018年6-9月『凱旋門』飾演:ヴェーベル(維貝爾)『Gato Bonito!!(～Gato Bonito，如美貓的男人～)』[56]
- 2018年11月-2019年2月『ファントム(歌劇魅影)』飾演:フィリップ・ドゥ・シャンドン伯爵(菲利浦‧杜‧尚頓伯爵)/アラン・ショレ(亞朗‧修雷)[23][57]※和朝美絢輪流飾演這兩個角色
- 2019年3-4月 東急シアターオーブ(東急劇場Orb)『20世紀号に乗って(特急二十世紀/On the Twentieth Century)』飾演:フラナガン(弗拉納根)[58]
- 2019年5-9月『壬生義士傳』飾演:土方歳三『Music Revolution!(音樂革命)』[1][4][23][59]
- 2019年10月 KAAT神奈川藝術劇場、梅田藝術劇場 『ハリウッド・ゴシップ(好萊塢緋聞)』飾演:ジェリー・クロフォード(傑里・克勞福德)[1][60]
- 2020年1-3月『ONCE UPON A TIME IN AMERICA（ワンス アポン ア タイム イン アメリカ）(四海兄弟)』飾演:ジミー(吉米)[61]
- 2020年9-10月『NOW! ZOOM ME!!』[62]
- 2021年1-4月『fff-フォルティッシッシモ-(fff －Fortississimo－～歡聲高唱！～)』飾演:ヨハン・ヴォルフガング・フォン・ゲーテ(约翰·沃尔夫冈·冯·歌德)『シルクロード〜盗賊と宝石〜(絲路～盜賊與寶石～)』[4][10][23][63]＊退團公演

## 寶塚歌劇團退團後
- 2021年6月 大阪・サンケイブリーゼ(產經微風廣場)、10月27-28日 日本橋三井ホール(日本三井橋會館) 『彩凪翔コンサート Wings』(彩凪翔音樂會「Wings」)[64]
- 2021年9月 寶塚Bow Hall 、日本青年館『アプローズ〜夢十夜〜』(掌聲-十夜夢境)[65][66]
- 2022年1月7-16日 東京・紀伊國屋サザンシアター TAKASHIMAYA(紀伊國屋南方劇院)、20-23日 COOL JAPAN PARK OSAKA TTホール(大阪城公園COOL JAPAN PARK OSAKA表演劇場 TT廳)『フランケンシュタイン-cry for the moon-』(科學怪人-為月亮哭泣)飾演:アガサ(阿嘉莎)[67]
- 2022年5月26-28日 日本橋劇場『面影小町傳』飾演:お藤(阿藤)[68]
- 2022年6月3-12日 サンシャイン劇場(曙光劇場)、6月18-19日 メルパルクホール(米爾帕克表演廳)『HELI-XⅢ〜レディ・スピランセス〜』(HELI-XⅢ ～斯皮蘭斯女士～)飾演:セーレ(系爾)[69][70]
- 2022年11月22日 リーガロイヤルホテル大阪 ロイヤルホール(大阪麗嘉皇家酒店皇家表演廳)『セルフプロデユースディナーショー Show sparkles 「Amulet」』(彩凪翔個人晚宴秀:展現閃耀「護身符」)[71]
- 2023年2月4-19日 TOKYO DOME CITY HALL(東京巨蛋城表演廳)、オリックス劇場(歐力士劇場) 『刀剣乱舞 禺伝 矛盾源氏物語』(刀劍亂舞禹傳 矛盾源氏物語)飾演:大倶利伽羅[72]
- 2023年6月2-11日 サンシャイン劇場(曙光劇場) 『HELI-XⅢ〜レディ・スピランセス〜』(HELI-XⅢ ～斯皮蘭斯女士～)飾演:セーレ(系爾)[73][74]
- 2023年8月10-13日 CBGKシブゲキ!!(澀谷CBGK劇場)、8月18-20日 近鉄アート館(近鐵藝術館)『PRINCESS TOYOTOMI』(豐臣公主)飾演:淀殿[75]
- 2023年10月6-15日 大手町三井ホール(大手町三井廳)『フルーツバスケット 2 nd season』(魔法水果籃2)飾演:草摩慊人[76]
- 2023年12月22日 東京會館 『セルフプロデュースのクリスマスディナーライブ』(聖誕晚餐秀)[77]
- 2024年1月18-28日 紀伊國屋ホール(紀伊國屋劇場 『咎人の刻印～レミニセンス～』(咎人的刻印)飾演:蘭[78][79]

## 外部連結
- 彩凪翔個人官方網站 （页面存档备份，存于）
- 彩凪翔個人instagram
- oricon news 彩凪翔演出電視節目列表
- 東京電視台彩凪翔訪談報導 （页面存档备份，存于）
- 東京都會電視台網站彩凪翔簡介宝塚カフェブレイク登場人物彩凪翔，存档于Archive.today（存檔日期 20250422）